# Dana Thomas
Dana Thomas (Washington D. C.; 3 de febrero de 1964) es una periodista y autora de moda y cultura estadounidense radicada en París. Entre sus libros se incluyen Deluxe: cómo el lujo perdió su brillo, Dioses y reyes: el ascenso y la caída de Alexander McQueen y John Galliano y Fashionopolis: el precio de la moda rápida y el futuro de la ropa. También escribió el guion de Salvatore Ferragamo: El zapatero de los sueños, un largometraje documental dirigido por el galardonado cineasta italiano Luca Guadagnino. Su estreno mundial tuvo lugar en el Festival de Cine de Venecia el 5 de septiembre de 2020. Presenta el podcast The Green Dream sobre todo lo relacionado con la sostenibilidad.

## Trayectoria
Thomas nació en Washington D. C., y creció en Radnor, Pensilvania. Estudió en Radnor High School donde se graduó en 1981. En 1988 obtuvo su licenciatura en Periodismo en la Universidad Americana en Washington D. C.
Thomas comenzó su carrera periodística en 1988 trabajando para la sección de Estilo de The Washington Post. Actualmente es editora colaboradora de sostenibilidad europea de la revista British Vogue y colaboradora habitual de la sección de estilo del New York Times. Ha sido editora colaboradora de T: The New York Times Style Magazine de 2012 a 2017 y del WSJ, la revista mensual de estilo del Wall Street Journal, de 2011 a 2012. También ha trabajado como editora europea de Conde Nast Portfolio de 2008 a 2009 y como corresponsal cultural y de moda europea de Newsweek en París de 1995 a 2008. Ha colaborado con varias publicaciones, entre ellas New York Times Magazine, The New Yorker, Harper's Bazaar, Vogue, Los Angeles Times y Financial Times en Londres. También escribe regularmente para Architectural Digest y Elle Decor.
Ha sido ponente en el Aspen Ideas Festival, en la Harvard Business School, en la Yale School of Management, TedxOxford, Business of Fashion Voices y la Copenhagen Fashion Summit.
Thomas es además autora del superventas del New York Times Deluxe: How Luxury Lost Its Luster, publicado por The Penguin Press en 2007. El libro aborda la disparidad entre el mundo enrarecido que alguna vez representó el lujo, poblado por empresas privadas y familiares que atendían a la aristocracia, y la industria de miles de millones de dólares, de producción y comercialización en masa que es hoy. El New York Times calificó al Deluxe como "una historia social fresca e ingeniosa que es tan entretenida como informativa".
En febrero de 2015, Penguin Press publicó el segundo libro de Thomas, Gods and Kings: The Rise and Fall of Alexander McQueen and John Galliano, una doble biografía de dos monumentales diseñadores de moda británicos que sucumbieron a las presiones de las corporaciones de moda de lujo. En 2010, McQueen se suicidó. Un año más tarde, Galiano fue despedido de Christian Dior por un percance antisemita al ir ebrio en un café de París. 
En septiembre de 2019, Penguin Press publicó el tercer libro de Thomas, Fashionopolis: The Price of Fast Fashion and the Future of Clothes, una investigación sobre el daño causado por la colosal industria de la indumentaria y el movimiento internacional de base y alta tecnología que lucha por reformarla. La revista The New Yorker lo llamó "una mirada a cómo el consumismo, reducido a un ritmo menos feroz, podría reconciliarse con la sostenibilidad". La revista New York Review of Books dijo que era una "advertencia al estilo de El fantasma de Marley sobre las destrucciones irrevocables que se avecinaban..." y “Thomas tiene una prosa adictiva y vital”.
En 2019, escribió el guion de Salvatore Ferragamo: El zapatero de sueños, un galardonado largometraje documental dirigido por el cineasta italiano nominado al Oscar Luca Guadagnino. La película tuvo su estreno mundial en el Festival de Cine de Venecia el 5 de septiembre de 2020. Previamente, Sony Pictures Classics había adquirido los derechos de distribución mundial de la película, excluyendo Italia.
Thomas es miembro de la Asociación de Prensa Angloamericana en París y del Club de Prensa Extranjera. Enseñó periodismo en la Universidad Americana de París de 1996 a 1999. En 1987, recibió la beca de la Fundación Sigma Delta Chi de la  Sociedad de Periodistas Profesionales y el premio Ellis Haller por sus destacados logros en periodismo.
En 2017, Thomas fue becaria del Programa Logan de No Ficción del Carey Institute for Global Good.

## Películas
- Salvatore Ferragamo: El zapatero de los sueños (2020)

## Podcast
- El sueño verde (2022)

## Condecoraciones
- Caballero de la Orden de las Artes y las Letras (2016) [10]